# Спасский, Сергей Дмитриевич
Серге́й Дми́триевич Спа́сский (9 (21) декабря 1898, Киев — 24 августа 1956, Ярославль) — советский поэт, прозаик и  драматург, переводчик, литературный критик.

## Биография
Родился в семье публициста и общественного деятеля Дмитрия Иосифовича Спасского-Медынского. В 1902 году семья Спасских переселилась на Кавказ, позже переехала в Тифлис. В 1915 году Сергей окончил тифлисскую гимназию и поступил на юридический факультет Московского университета, который оставил в 1918 году, не кончив курса. В том же году призван в Красную Армию, военную службу проходил в Самаре, был лектором в политотделе губвоенкомата; демобилизовался в 1921 году. В 1924 году поселился в Ленинграде, состоял секретарём Центрального Художественного совета при академических театрах. С 1934 года — член Союза писателей СССР.
В осаждённом Ленинграде выступал в воинских частях, в журналах «Звезда» и «Ленинград», работал на радио; был в народном ополчении, пережил первую блокадную зиму. В 1942 году эвакуировался в Пермь, писал тексты для «Окон ТАСС»; вернулся в Ленинград в 1944 году. С 1945 по 1949 год работал старшим редактором в Гослитиздате.
8 января 1951 года был арестован по обвинению в участии в контрреволюционной группе и антисоветской агитации и приговорён к десяти годам лагерей. Срок отбывал в Абезьском лагере. В 1954 году освобождён, вернулся в Ленинград. Продолжал работать не только над собственными произведениями, но и помогал другим авторам как редактор издательства «Советский писатель».
Скончался 24 августа 1956 года в Ярославле во время круиза по Волге. Похоронен на Литераторских мостках.

## Творчество
Первое стихотворение опубликовал в 1912 году в «Тифлисском журнале». В 1917 году в Москве вышла его первая книга — сборник стихов «Как снег». В 1917—1918 годах выступал вместе с футуристами на поэтических вечерах, печатался в «Газете футуристов». Дружил с Д. Д. Бурлюком, сопровождал его в поездках с поэзоконцертами по России. Позднее написал книгу воспоминаний «Маяковский и его спутники» (1940).
О талантливой прозе Спасского восторженно отозвался Андрей Белый:
Остро, сильно, чётко, оригинально!.
Спасский был тесно связан с «Издательством писателей в Ленинграде», помогал Белому в издательских делах. Объединяло их и увлечение антропософией. В годы первых пятилеток ездил с бригадами писателей по стране, писал о новых стройках, о Нарвской заставе в Ленинграде.
В 1920-е годы начал работать и как драматург. Написал либретто оперы «Броненосец „Потёмкин“», «Орлиный бунт» (1925 ; музыка А. Пащенко) в послевоенные годы — «Щорс», «Молодая гвардия». Совместно с Н. Брауном написал либретто оперы «Севастопольцы», которая с успехом шла во многих городах.
Много занимался поэтическим переводом — с абхазского (К. Агумаа, Д. Гулиа, Л. Квициниа, И. Когония), азербайджанского (С. Рустам), белорусского (Я. Купала, М. Калачинский), идиш (Л. Квитко), казахского (У. Турманжанов), латышского (В. Брутане, А. Имерманис, М. Кемпе, М. Крома, Э. Плаудис, А. Чак), украинского (И. Вырган, И. Гончаренко, А. Малышко, Т. Масенко, Л. Первомайский), эстонского (И. Барбарус, В. Бэкман, Д. Вааранди, П. Вийдинг, Я. Кярнер, М. Рауд, И. Семпер). Особое место в творчестве Спасского заняла Грузия, с которой он был связан и биографически — его отец жил и работал в Грузии, был близким другом Важа-Пшавела. Среди переведённых Спасским грузинских поэтов: А. Абашели, И. Гришашвили, К. Каладзе, Г. Леонидзе, А. Мирцхулава, И. Мосашвили, В. Орбелиани, Г. Табидзе, Т. Табидзе, А. Церетели, А. Чавчавадзе, С. Чиковани. Д. Джинчарадзе приветствовал поэму Спасского «Путешествие» — поэтическое повествование о Грузии.
В 1995—2000 годы от дочери поэта Вероники Сергеевны Спасской в музей «Мемориальная квартира Андрея Белого» поступило 493 единицы хранения: книги, документы, мемориальные вещи, изобразительные материалы.

## Семья
- Родители — Дмитрий Иосифович Спасский-Медынский и Екатерина Евгеньевна Спасская.
- Брат — Евгений Дмитриевич Спасский, художник.
- Первая жена — Галина Леонидовна Владычина (1900—1970), поэт, детский драматург.
- Вторая жена — Софья Гитмановна Спасская (урождённая Каплун, 1901—1962), скульптор. 
  - Дочь — Вероника (1933—2011), филолог-испанист, переводчик.
- Третья жена (гражданская)[6] — Надежда Давидовна Рабинович (1901—1938, попала под трамвай), племянница правоведа И. М. Рабиновича, двоюродная сестра биохимика и поэта Евгения Рабиновича (в первом браке была замужем за писателем А. И. Роскиным)[7].
  - Сын — Алексей (1934—1943).
- Четвёртая жена — Антонина Ивановна Попова-Журавленко (1896—1981), певица.

## В искусстве
- Смерть комиссара

### Поэзия
- Как снег / Предисл. К. Большакова. М.: Млечный путь, 1917. — 16 с.
- Рупор над миром. Пенза: Изд. Пензенской «Центропечати», 1920. — 16 с.
- Земное время: Стихи. М.: Узел, 1926. — 32 с.
- Неудачники: Повесть. М.: Никитинские субботники, 1929. — 143 с.
- Особые приметы: Стихи. Л.: Изд. писателей в Ленинграде, 1930. — 79 с.
- Да / Худ. М. Кирнарский. Л.: Изд. писателей в Ленинграде, 1933. — 70 с.
- Пространство: Стихи / Худ. С. Пожарский. Л.: Гослитиздат, 1936. — 55 с.
- Стихотворения; [Параша Жемчугова: Поэма / Предисл. Вс. Рождественского]. Л.: Сов. писатель, 1958. — 146 с.
- Земное время: Избр. стихи / [Сост. В. С. Спасской; Предисл. В. Шефнера; Илл.: М. Е. Новиков. Л.: Сов. писатель, 1971]. — 255 с.
- Всадник; Неудачники: Две книги из собрания Василия Молодякова / Сост. В. Э. Молодяков. — М.: Водолей, 2016. — 208 с. — (Серебряный век. Паралипоменон).

### Проза
- Дорога теней: Рассказы. М.: Федерация, 1930. — 136 с.
- Остров Кильдин: [Рассказы для детей старш. возраста]. М.—Л.: Огиз — Молодая гвардия, 1931. — 31 [2] с. (Совместно с Г. Куклиным.)
- Парад осуждённых: Двухголосая повесть. Л.: Изд. писателей в Ленинграде, [1931]. — 172, [2] с.
- Новогодняя ночь: [Повесть]. Л.: Изд. писателей в Ленинграде, 1932. — 93 с.
- Первый день: [Роман. Л.]: Изд. писателей в Ленинграде, [1933]. — 259 с.
- Портреты и случаи: [Рассказы]. М.: Сов. писатель, 1936. — 311, [2] с.
- Маяковский и его спутники: Воспоминания. Л.: Сов. писатель, 1940. — 160 с.
- Перед порогом: [Роман / Илл. Г. Епифанова]. Л.: Сов. писатель, 1941. — 372 с.
- Два романа: [Перед порогом; 1916 год]. Л.: Сов. писатель, 1957. — 773 с.